# Masaaki Hatsumi
Dr. Hatsumi Masaaki[kriva transliteracija] (初見良昭 Hatsumi Masaaki, r. 2. prosinca 1931., Noda-shi, Japan) osnivač je i trenutni glavni učitelj organizacije za podučavanje borilačkih vještina Bujinkan dojo.

## Upoznavanje borilačkih vještina
Počeo je borilačke vještine sa 7 godina s Kendom, a kasnije je učio Aikijutsu, Judo, Shito Ryu Karate do (Zen-Bei Butokukai), također je učio kod Yashiroa Senseia Shinden Ryu Jujutsu, te Shindo Tenshin Ryu i Asayama Ichiden Ryu s Uenom Takashijem Senseiem koji ga je podučavao i Kobujutsu Juhappan (Ueno je putovao u Nodu samo da bi podučavao Hatsumija) koje je majstorirao i dostigao visoka zvanja; također se bavio boksanjem, nogometom i gimnastikom. Diplomirao je dramsku umjetnost i medicinsku osteopatiju na Meiji univerzitetu u Tokiju. Nastavio je s učenjem orijentalne medicine i kiropraktike, a kasnije je godinama vodio vlastitu kliniku za kiropraktiku u gradu Noda. 
Hatsumi je imao 26 godina kada je upoznao Sôke Toshitsugu Takamatsua legendarnog učitelja Ninpo Taijutsua, zvanog "Mongolski tigar", koji ga je uzeo za svog učenika. Svaki vikend tijekom perioda od 15 godina Hatsumi je putovao po petnaestak sati preko cijelog otoka Honshu do grada Kashiwabara, da bi učio od ovog vrhunskog učitelja. Za trening sa Sôke Takamatsuom, Hatsumi kaže da je bio nevjerojatan, te da je imao stalni osjećaj kao da "hoda ispod oštrice mača". Nakon položenog Sakki ispita, Takamatsu Sôke je Hatsumiju dao Menkyo Kaiden (majstorsku licencu) za devet škola ratničkih vještina. Godinu dana prije svoje smrti (umro je 2. travnja 1972.) Takamatsu Sôke je rekao svom učeniku Hatsumiju da ga je naučio svemu što je znao. 

## Osnivanje Bujinkan Dojoa
Nakon 15 godina podučavanja odlučio je da Hatsumi bude sljedeći Sôke Ninpo Budo Taijutsua (nasljednik tradicije i poglavar tih devet škola). 
Hatsumi Sôke je u čast svog učitelja osnovao školu pod imenom "Bujinkan Dojo" što u prijevodu znači: "Mjesto gdje vježba Božanski ratnik", te se Bujinden Honbu Dojo (glavni dojo) danas nalazi u gradu Noda - shi u pokrajini Chiba - ken. Hatsumi Soke je putovao preko 20 godina po cijelom svijetu nekoliko puta godišnje da bi održavao i podučavao na seminarima pod nazivom TaiKai. Sada se treninzi i seminari (Tai Kai i DaiKomyoSai) održavaju samo u Japanu. 
Također je sudjelovao kao savjetnik na nekoliko filmova s tematikom Ninja, "Shinobi no mono" i "Samo dvaput se živi" (serijal o James Bondu), te kao glumac u serijalima "Suteki no mama" i "Jiraya" (gdje u 50 epizoda glumi ulogu Yamaji Tetsuzana). Također je glazbenik i pjevač, te pisac (Predsjednik i Direktor Internacionalnog odjela Kluba Japanskih literarnih umjetnika 1990-94.). Izdao je desetke knjiga i preko 50 video kazeta s tematikom Ninpo Budo taijutsua - Ninjutsua. 
Hatsumi Soke je također doktor osteopatije, te ima počasni doktorat prirodnih znanosti Američkog Univerziteta, počasni doktorat Instituta za Elektronička istraživanja na Washington Univerzitetu, počasni doktorat Manchesterske škole za Osteopatiju. Također je Nihonga (Japanski stil) slikar, gdje je imao izložbe u Ginzi – Nagai galeriji. 

## Nagrade i priznanja
Danas Masaaki Hatsumi Soke slovi za jednog od najboljih majstora borilačkih vještina u svijetu, a japansko Udruženje za promociju kulture ga je odlikovalo za njegov rad i doprinos na području kulture i ratničkih vještina.
Za svoj rad i podučavanje Dr. Masaaki Hatsumi, primio je niz priznanja i nagrada od mnogih vojnih (US Marines, US Navy Seal's, US Delta, SAS, EVA 21 zrakoplovna Baza – Španjolska i dr.) policijskih (počasni član Arizona i Texas Rangera, FBI, DEA, NSA, SRT, CIA, SWAT, Specwog i dr.) i državnih institucija (Pentagon, White House, i dr.). Počasni je građanin mnogih gradova (Los Angeles, Atlanta, Dublin, Jordan Valley, Burton Village, Telde). 
Dobio je priznanja od mnogih velikih državnika i vladara; (Španjolski kralj Huan Carlos ga je odlikovao), američkih predsjednika Ronalda Reagana, Geralda Forda, Jimmyja Cartera, Georgea Busha, Billa Clintona, engleske premijerke Margaret Thatcher i premijera Johna Majora, Princa Charlesa, francuskog predsjednika Meitteranda, Dalaj Lame, Nelsona Mendele, australskog premijera Johna Bannona i mnogih drugih iz svih dijelova svijeta. 

Za svoj rad je također primio i niz ordenja i priznanja od Japanskog Cara i Japanske vlade (Sekai Bunka Taisho, Shakai, Bunka Korosho, Kokusai Bunka Eiyosho). 